# Saint-Paul-Trois-Châteaux
Pour les articles homonymes, voir Saint-Paul.
Saint-Paul-Trois-Châteaux est une commune française située dans le département de la Drôme, en région Auvergne-Rhône-Alpes.
Ses habitants sont dénommés les Tricastins.

## Géographie

### Situation et description

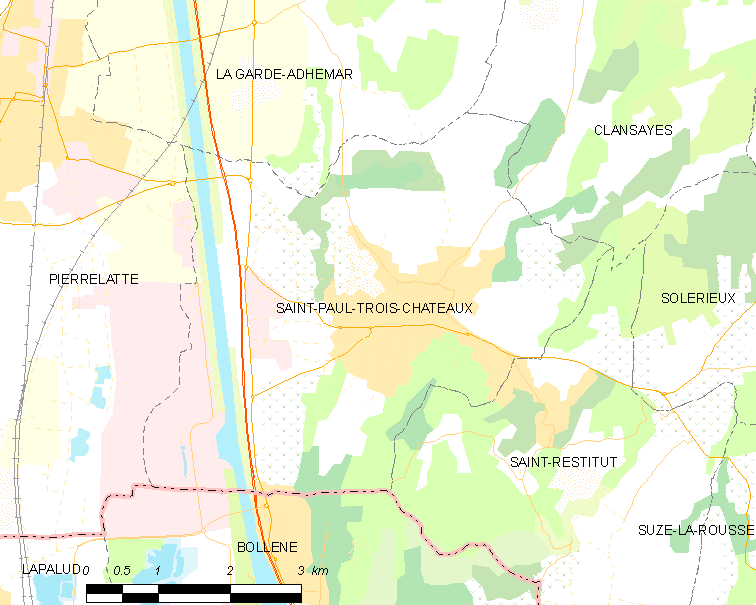
Saint-Paul-Trois-Châteaux et ses communes voisines.

La commune se situe en Drôme provençale, à l'est de Pierrelatte et au sud du département de la Drôme, en limite avec le territoire du département du Vaucluse. Saint-Paul-Trois-Châteaux est adhérente à la communauté de communes Drôme Sud Provence.

### Communes limitrophes
Les communes limitrophes sont La Garde-Adhémar, Clansayes, Pierrelatte, Saint-Restitut et Bollène.

### Relief et géologie
La commune est située dans la plaine de la basse vallée du Rhône.
Sites particuliers :

### Hydrographie
La commune est arrosée par les cours d'eau suivants :
- la Riaille[2] ;
- la Robine, affluent du canal de Donzère-Mondragon ;
- la Roubine, affluent de la Robine[3] ;
- les Écharavelles.

L'ouest de la commune est bordée par le canal de Donzère-Mondragon.

### Climat
Pour des articles plus généraux, voir Climat d'Auvergne-Rhône-Alpes et Climat de la Drôme.
En 2010, le climat de la commune est de type climat méditerranéen franc, selon une étude du Centre national de la recherche scientifique s'appuyant sur une série de données couvrant la période 1971-2000. En 2020, Météo-France publie une typologie des climats de la France métropolitaine dans laquelle la commune est exposée à un climat méditerranéen et est dans la région climatique  Provence, Languedoc-Roussillon, caractérisée par une pluviométrie faible en été, un très bon ensoleillement (2 600 h/an), un été chaud (21,5 °C), un air très sec en été, sec en toutes saisons, des vents forts (fréquence de 40 à 50 % de vents > 5 m/s) et peu de brouillards. 
Pour la période 1971-2000, la température annuelle moyenne est de 13,5 °C, avec une amplitude thermique annuelle de 18,2 °C. Le cumul annuel moyen de précipitations est de 827 mm, avec 6,1 jours de précipitations en janvier et 3,5 jours en juillet. Pour la période 1991-2020, la température moyenne annuelle observée sur la station météorologique de Météo-France la plus proche, « Pierrelatte », dans la commune de Pierrelatte à 7 km à vol d'oiseau, est de 14,4 °C et le cumul annuel moyen de précipitations est de 795,2 mm,. Pour l'avenir, les paramètres climatiques de la commune estimés pour 2050 selon différents scénarios d'émission de gaz à effet de serre sont consultables sur un site dédié publié par Météo-France en novembre 2022.
| Mois                                  | jan.             | fév.            | mars            | avril           | mai            | juin           | jui.            | août           | sep.          | oct.            | nov.            | déc.            | année      |
| ------------------------------------- | ---------------- | --------------- | --------------- | --------------- | -------------- | -------------- | --------------- | -------------- | ------------- | --------------- | --------------- | --------------- | ---------- |
| Température minimale moyenne (°C)     | 2,3              | 2,5             | 5,2             | 7,7             | 11,5           | 15,4           | 17,6            | 17,4           | 14            | 10,7            | 6,2             | 3               | 9,5        |
| Température moyenne (°C)              | 5,8              | 6,8             | 10,4            | 13,3            | 17,3           | 21,4           | 24              | 23,7           | 19,4          | 15,1            | 9,8             | 6,4             | 14,4       |
| Température maximale moyenne (°C)     | 9,4              | 11,1            | 15,6            | 18,8            | 23             | 27,4           | 30,3            | 30             | 24,8          | 19,5            | 13,4            | 9,7             | 19,4       |
| Record de froid (°C) date du record   | −12,5 06.01.1971 | −9,2 13.02.1978 | −8,7 07.03.1971 | −3,5 06.04.1970 | 1,1 04.05.1979 | 4,8 03.06.1975 | 9,6 12.07.1993  | 8,7 30.08.1986 | 3 30.09.1974  | −1,3 28.10.1973 | −5,8 28.11.1972 | −9,7 31.12.1970 | −12,5 1971 |
| Record de chaleur (°C) date du record | 20,6 10.01.15    | 22,5 24.02.20   | 26,6 18.03.1997 | 29,9 24.04.07   | 33,8 24.05.09  | 40,7 27.06.19  | 40,2 26.07.1983 | 41,1 12.08.03  | 37 09.09.1966 | 30 02.10.11     | 24,9 03.11.1970 | 19,7 18.12.1989 | 41,1 2003  |
| Précipitations (mm)                   | 61,9             | 38,5            | 46,2            | 65,4            | 68,9           | 44,7           | 40,4            | 50,9           | 102,6         | 110,6           | 111,8           | 53,3            | 795,2      |

## Urbanisme

### Typologie
Au 1er janvier 2024, Saint-Paul-Trois-Châteaux est catégorisée petite ville, selon la nouvelle grille communale de densité à 7 niveaux définie par l'Insee en 2022.
Elle appartient à l'unité urbaine de Saint-Paul-Trois-Châteaux, une agglomération intra-départementale dont elle est ville-centre,. Par ailleurs la commune fait partie de l'aire d'attraction de Pierrelatte, dont elle est une commune de la couronne,. Cette aire, qui regroupe 17 communes, est catégorisée dans les aires de moins de 50 000 habitants,.

### Occupation des sols

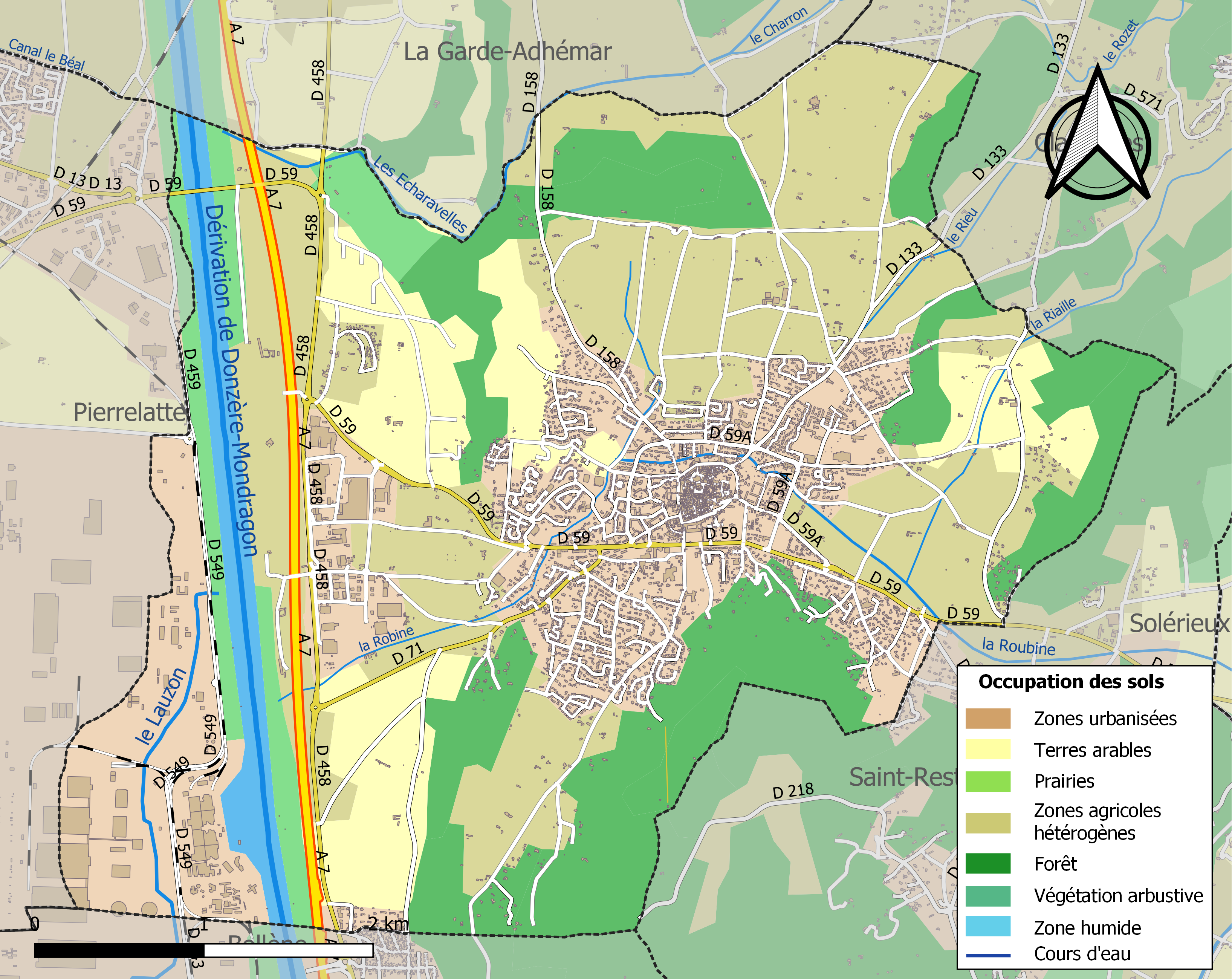
Carte des infrastructures et de l'occupation des sols de la commune en 2018 (CLC).

L'occupation des sols de la commune, telle qu'elle ressort de la base de données européenne d’occupation biophysique des sols Corine Land Cover (CLC), est marquée par l'importance des territoires agricoles (44,6 % en 2018), en diminution par rapport à 1990 (52,2 %). La répartition détaillée en 2018 est la suivante : zones agricoles hétérogènes (32,7 %), forêts (19,5 %), zones urbanisées (16,5 %), cultures permanentes (11,8 %), zones industrielles ou commerciales et réseaux de communication (11 %), milieux à végétation arbustive et/ou herbacée (4,6 %), eaux continentales (3,8 %), terres arables (0,1 %). L'évolution de l’occupation des sols de la commune et de ses infrastructures peut être observée sur les différentes représentations cartographiques du territoire : la carte de Cassini (XVIIIe siècle), la carte d'état-major (1820-1866) et les cartes ou photos aériennes de l'IGN pour la période actuelle (1950 à aujourd'hui).

### Morphologie urbaine
Sur les 3 908 logements situés dans la commune, 90 % sont des résidences principales. Plus de la moitié des foyers sont propriétaires de leur résidence principale.

#### Quartiers, hameaux et lieux-dits
Site Géoportail (carte IGN) :
- Barbière
- Bois des Lots
- Chanabasset
- Chante-Perdrix
- Chapelle Sainte-Juste
- Château de Bellevue
- Château de la Robine
- Chatillon
- Cité 3
- Glaveloux
- la Décelle
- la Dévalade
- la Maladrerie
- l'Argentane
- la Valette
- le Boussoux
- le Chameau
- le Fonfreide
- le Michelas
- le Pouzerat
- les Allènes
- les Bouloussards
- le Serre Blanc
- les Étangs
- les Fouges
- les Gaudessarts
- les Lônes
- les Marrons
- les Miégesolles
- les Moulins
- les Rouvières
- Montélit
- Montmeyras
- Montmeyras
- Piè Joux
- Saint-Vincent

Anciens quartiers, hameaux et lieux-dits :
- Allène est un quartier attesté en 1891. Il était dénommé les Allaines au XVIIIe siècle (Carte de Cassini)[17].

### Voies de communication et transports

#### Réseau routier
La commune est desservie par les routes départementales D 59 (depuis Suze-la-Rousse et Pierrelatte), D 71, D 133, D 158, D 458 (depuis Les Granges-Gontardes au nord et Bollène au sud) et D 859.
L'autoroute A7 traverse la commune à l'ouest. Le péage le plus proche est à Bollène (sortie 19).

#### Transports en commun
Une ligne régulière de bus, la numéro 44 Montélimar-Nyons, dessert Saint-Paul-Trois-Châteaux, à raison de dix allers-retours quotidiens.

D'autres lignes relient les communes de Clansayes, Roussas-Pierrelatte, Montélimar-Buis-les-Baronnies.

La ligne de bus no 42 (Orange-Montélimar) dessert quotidiennement la commune, avec plusieurs allers-retours.

#### Réseau ferroviaire
La ligne de Pierrelatte à Nyons, via Saint-Paul-Trois-Châteaux, a fonctionné de 1896 à 1951 (date de la construction du canal de Donzère-Mondragon qui a coupé la ligne).

La gare SNCF la plus proche est celle de Pierrelatte.

Les gares TGV les plus proches sont celles de Valence et d'Avignon. Certains arrêts se font en gare de Montélimar.

## Toponymie

### Attestations
Dictionnaire topographique du département de la Drôme :
- Ier siècle : mention du peuple des Tricastins : Tricastini (Pline l'Ancien, 3, 36[24]).
- Ier siècle : Augusta Tricastinorum (Pline l'Ancien).
- Ier siècle : mention du territoire des Tricastins : in Tricastinis (Tite Live, V, 34).
- Vers 400 : civitas Tricastrinorum (Notitia Gall.).
- 567 : mention de l'évêque : episcopus Tricastrinorum (Labbe et Cossart, Concilia).
- 827 : mention du territoire : ager Tricastinensis (Mabillon, Anal., II, 340).
- 852 : mention de l'église-cathédrale Notre-Dame et Saint-Paul : ecclesia Tricastinensis in honorem Sancte Marie et Sancti Pauli constructa (B. de Saint-Marthe, 39).
- 960 : villa Trexiani (?) (Hist. de Languedoc, III, 435).
- 1078 : mention de l'église-cathédrale : ecclesia Tricastina (Gall. christ., I, 120).
- 1182 : mention de l'évêque : Tricastine sedis episcopus (cartulaire des Templiers, 134).
- 1182 : mention du chapitre : canonici Sancti Pauli (cartulaire des Templiers, 134).
- 1183 : mention du diocèse : in episcopatu Tricastrino (Masures de l'Isle-Barbe, 117).
- 1202 : apud Sanctum Paulum (B. de Saint-Marthe, 67).
- 1202 : civitas Tricastina (Gall. christ., I, 121).
- 1211 : civitas Tricastrina (cartulaire de Saint-Paul-Trois-Châteaux).
- 1211 : mention de l'évêque : Tricastrensis episcopus (cartulaire de Saint-Paul-Trois-Châteaux).
- 1272 : mention du diocèse : episcopatus Tricastini (B. de Saint-Marthe, 307).
- 1272 : mention du bailliage : curia Tricastina (B. de Saint-Marthe, 311).
- 1274 : mention du bailliage : curia Tricastrina (Gall. christ., I, 121).
- 1296 : mention du diocèse : Tricatrensis dioecesis (inventaire des dauphins, 254).
- 1304 : apud Tricastinum (Valbonnais, II, 117).
- 1334 : mention du diocèse : Cistriensis diocesis (sic.) (cartulaire de Montélimar, 42).
- 1338 : Sanctus Paulus Tricastinensis (Gall. christ., I, 133).
- 1340 : civitas Sancti Pauli (cartulaire de Saint-Paul-Trois-Châteaux).
- 1345 : mention du diocèse : dioecesis Tricastrium (cartulaire de Romans, p. j., 13).
- 1417 : mention du chapitre : capitulum ecclesiae Tricastinensis (B. de Saint-Marthe, 83).
- 1426 : mention de l'évêque : episcopus Tricastrinus (B. de Saint-Marthe, 397).
- 1430 : mention du mandement : mandamentum Sancti Pauli (cartulaire de Saint-Paul-Trois-Châteaux).
- 1433 : Sainct Paol de Transi (Lacroix, L'arrondissement de Montélimar, I, 198).
- 1450 : Sainct Paoul (cartulaire de Saint-Paul-Trois-Châteaux).
- 1450 : mention du diocèse : Tricastinensis dioecesis (B. de Saint-Marthe, 357).
- 1453 : Sanctus Paulus in Transino (archives de la Drôme, E 3444).
- 1456 : mention du bailliage : ballicus Tricastrensis et le bailly de Sainct Pol de Transi (cartulaire de Saint-Paul-Trois-Châteaux).
- 1460 : la civitat de Sant Pal (cartulaire de Saint-Paul-Trois-Châteaux).
- 1461 : mention du territoire : territorium Tricastinum (cartulaire de Saint-Paul-Trois-Châteaux).
- 1465 : Civitas Tricastrensis (cartulaire de Saint-Paul-Trois-Châteaux).
- 1467 : mention de l'évêque : Tricastiniensis episcopus (B. de Saint-Marthe, 397).
- 1504 : mention du comte-évêque : episcopus et comes Tricastinensis (Long, notaire à Grignan).
- 1513 : mention de l'église-cathédrale : ecclesia cathedralis Tricastine (cartulaire de Saint-Paul-Trois-Châteaux).
- 1540 : urbs Tricastrina sive Augusta Tricastinorum (A. du Rivail, De Allobrog., 114).
- 1545 : Sainct Pol Trois Chasteaux (archives de la Drôme, E 2716).
- 1574 : Sainct Pol de Trois Casteaux en Daulphiné (Perrussis, Troisième disc., 489).
- 1611 : Saint Paul Trois Chasteaulx (rôle de tailles).
- 1633 : Saint Peaul (inventaire de Bologne).
- 1891 : Saint-Paul-Trois-Châteaux, commune, chef-lieu de canton de l'arrondissement de Montélimar.

### Étymologie
Le premier élément, Saint Paul, daterait du IVe siècle et viendrait du nom du premier évêque.
Le second élément, Trois-Châteaux, provient d'une étymologie fantaisiste de l'ancien nom latin de la ville : Tricastrin- a été interprété en tri castri « trois châteaux »[réf. nécessaire].

## Histoire
Pour un article plus général, voir Histoire de la Drôme.

### Préhistoire
Des traces d'habitats sont présentes dans la commune dès le Néolithique : site des Moulins (environ quatre hectares au sud-ouest de la ville actuelle)[source insuffisante].

### Protohistoire
De cette période date une gravure pariétale représentant un symbole solaire.
Le peuple celto-ligure[réf. nécessaire] des Tricastini habitaient entre le Rhône et les Préalpes.

Ils sont cités par Tite-Live à propos des invasions gauloises en Italie et dans sa narration du passage des Alpes par Hannibal. Silius Italicus reprend le texte de Tite-Live.
Le territoire des Tricastini correspond au Tricastin d'aujourd'hui. Ce peuple est peut-être une tribu des Voconces.

### Antiquité: les Gallo-romains

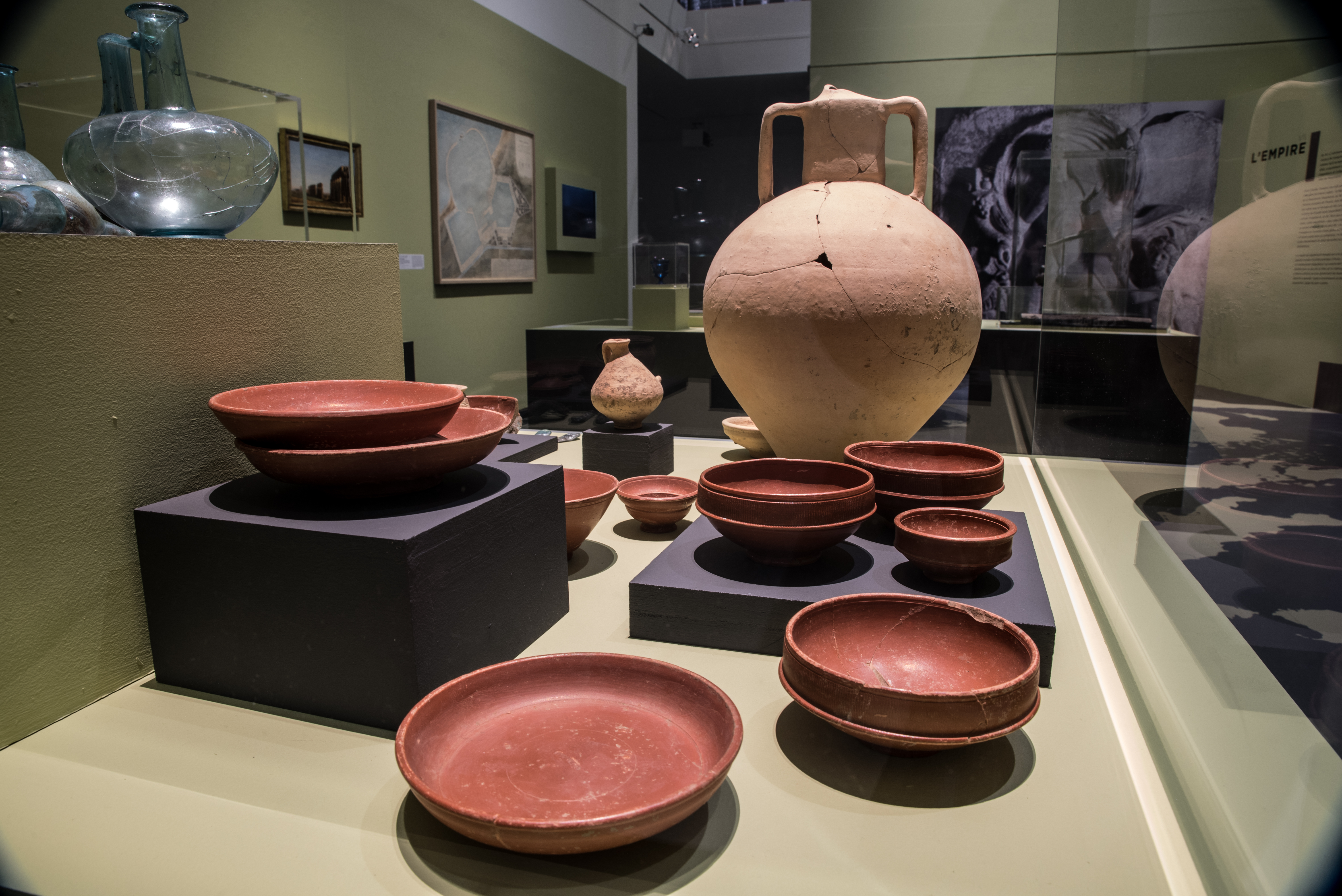
Objets provenant de la tombe 176 de la nécropole du Valladas.

Augusta tricastinorum, nouvelle capitale du peuple gaulois des Tricastini, est fondée aux alentours du Ier siècle. Elle couvrait plus de 42 hectares et était l'une des cités les plus importantes de la Gaule narbonnaise[source insuffisante].
Nombreux vestiges gallo-romains : mur d'enceinte du Haut Empire, arc de triomphe, amphithéâtre, villas, sanctuaires, bas-reliefs, mosaïques, nécropole paléo-chrétienne.
Une nécropole de la cité a été découverte au Valladas, à l'extérieur des remparts antiques. Les archéologues ont dénombré 240 tombes et recueilli divers mobiliers funéraires.
Une inscription latine d'époque romaine, mentionnant cette cité, a été retrouvée en 1961, lors des fouilles archéologiques de la rue dite « aux Colonnes » à Vaison-la-Romaine, elle est conservée au musée archéologique Theo-Desplans. Gravée sur une plaque de marbre, elle devait compléter une base de statue, honorant Antistia Pia Quintilla, l'une des flamines de la colonia Flavia Tricastinorum et élevée par son affranchi Philocrite ou Philocrate,,.

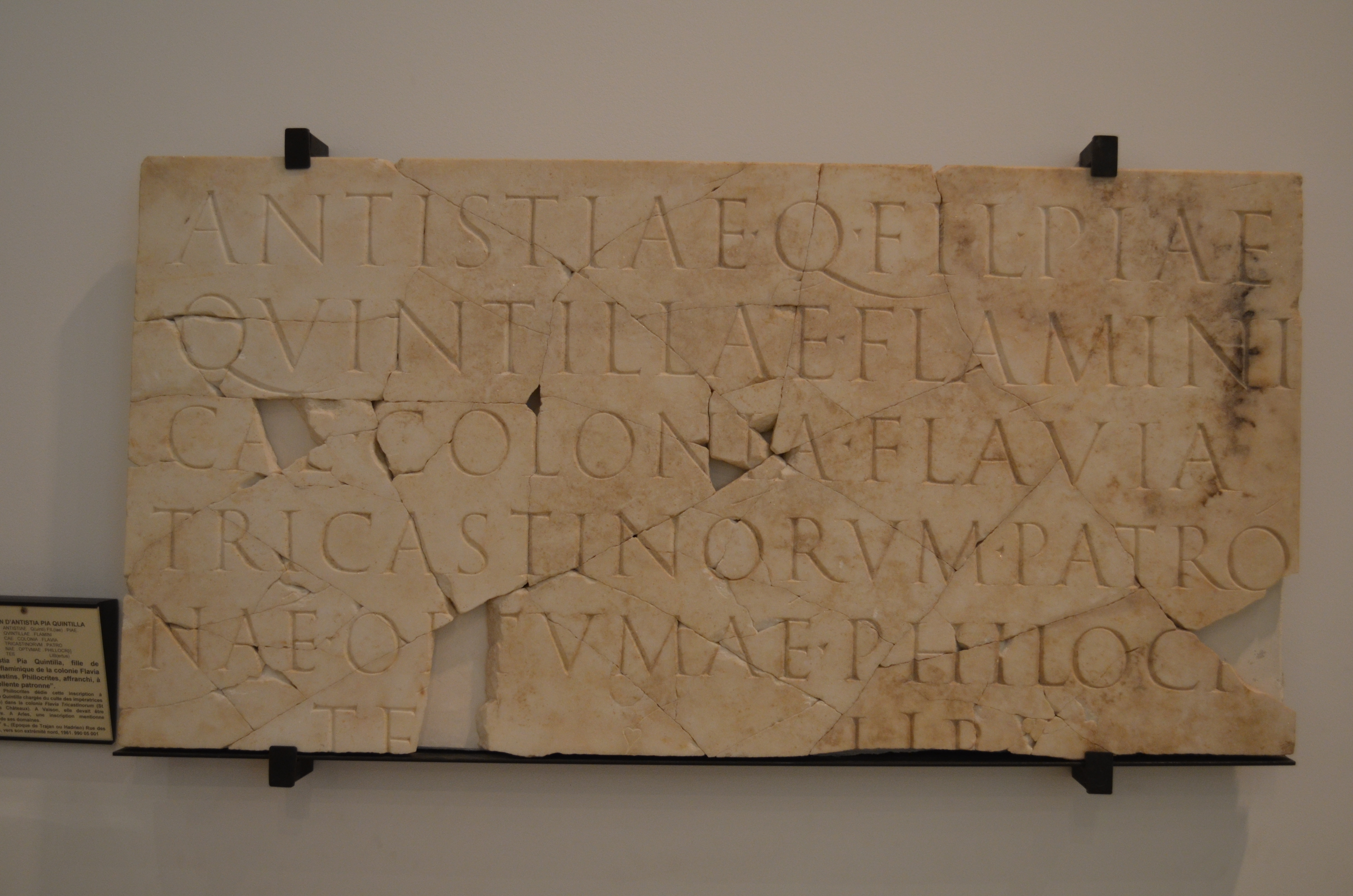
Plaque honorant Antistia Pia Quintilla.
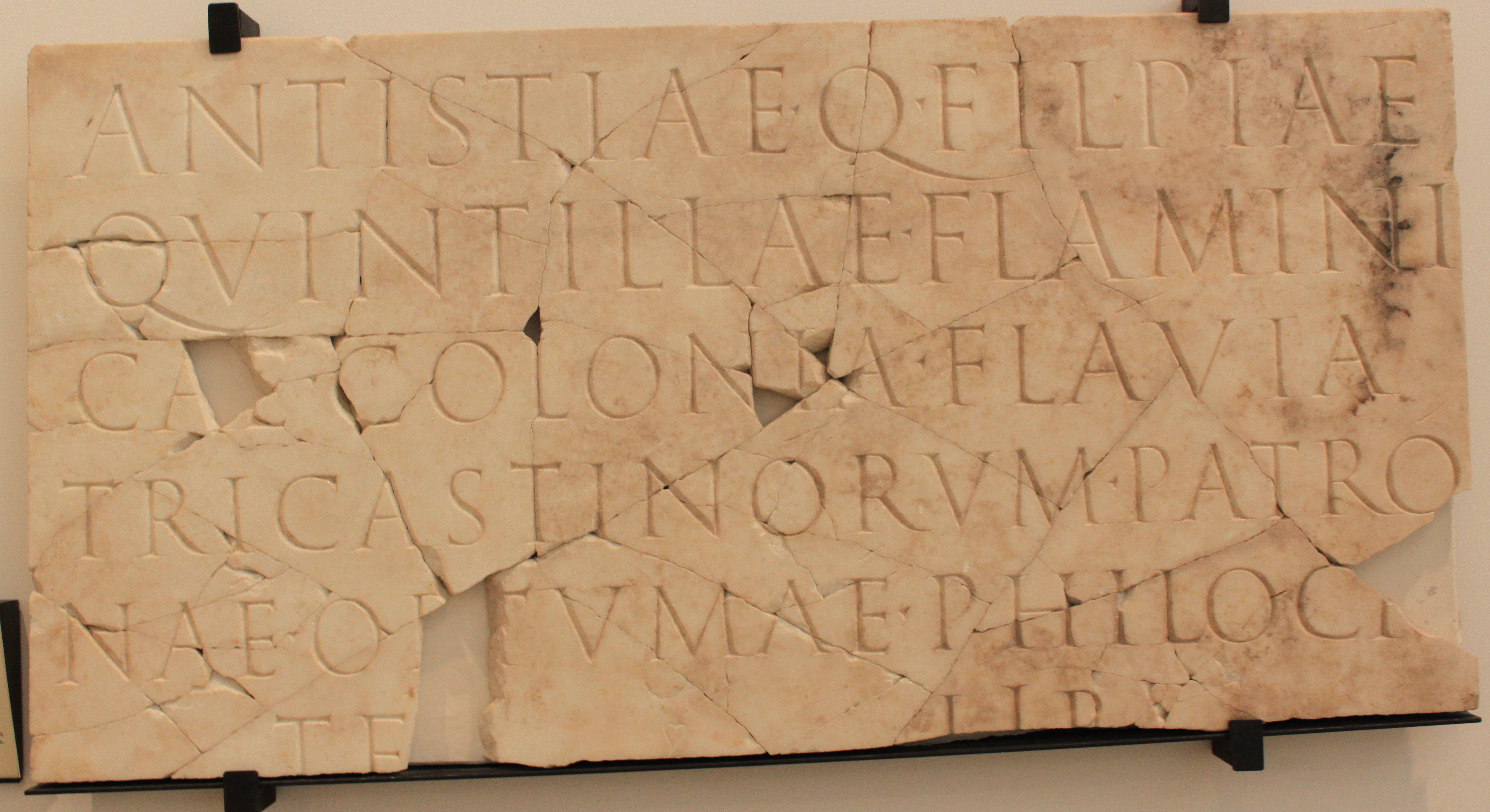

### Du Moyen Âge à la Révolution
La seigneurie :

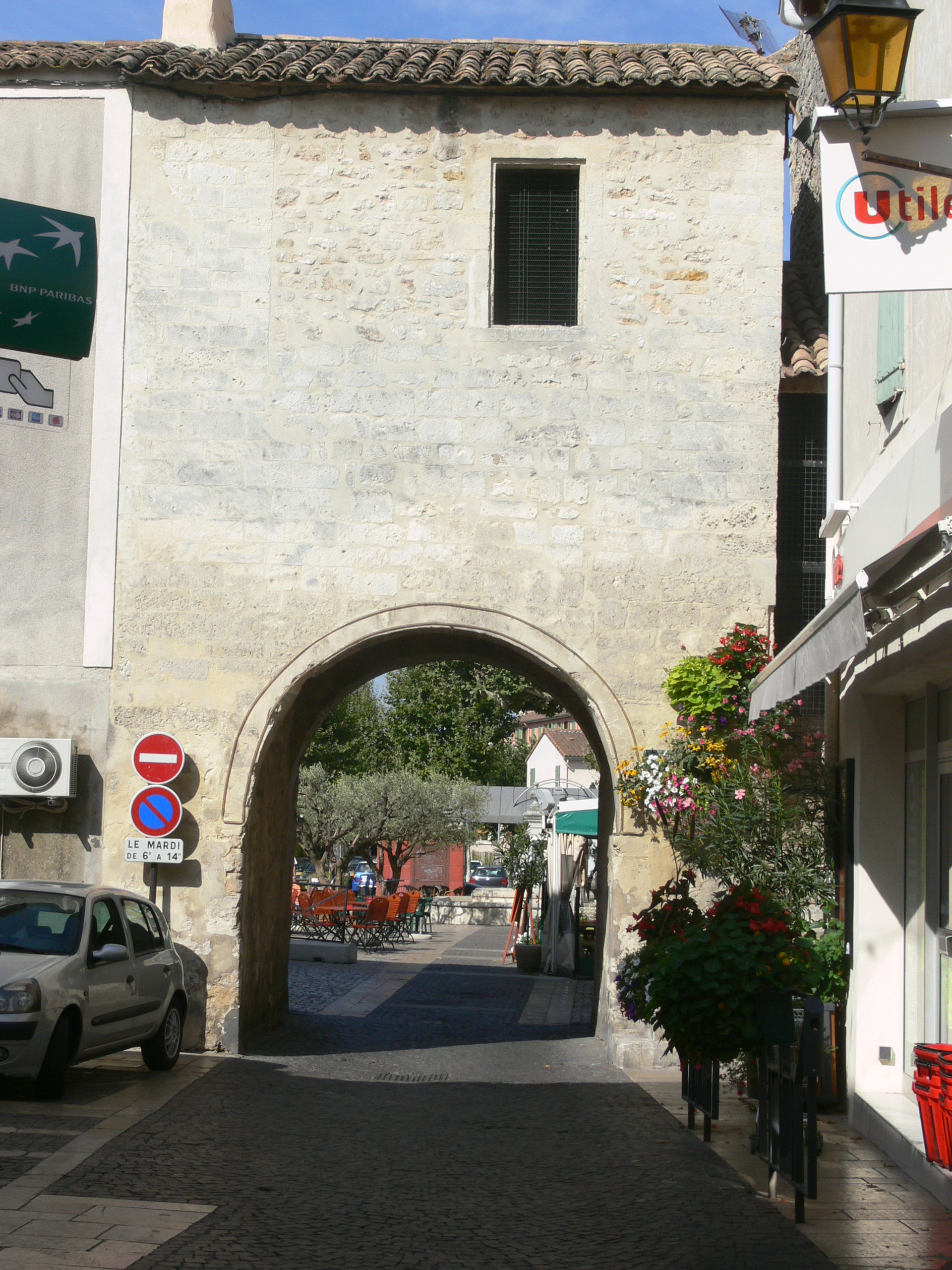
La porte Notre-Dame.

- Au point de vue féodal, la terre (ou seigneurie) appartient aux comtes-évêques de Saint-Paul-Trois-Châteaux. Antérieurement au 6 septembre 1408, ils jouissaient de tous les droits régaliens dans leur domaine par le fait de concessions impériales[23].
- Fief des comtes de Valentinois[27].
- 1408 (6 sept.) : l'évêque et le roi-dauphin signent un traité, par lequel le dauphin acquiert la plus grande partie des droits de souveraineté[23].

La communauté est ruinée par les Sarrasins.
Entre le XIIIe et le milieu du XVe siècle, la ville abrite une importante communauté juive, dont témoigne aujourd'hui le nom de la rue Juiverie et la découverte des vestiges d'un bain rituel juif, un mikvé.
1469 (démographie) : trois familles nobles, 29 familles roturières solvables, 102 familles misérables ne payant pas d'impôts, et 17 ecclésiastiques.
La tradition du « muguet porte-bonheur » y serait née au XVIe siècle.
En 1594, un colloque protestant a lieu à Saint-Paul-Trois-Châteaux. Le pasteur Jean de Serres (frère d'Olivier de Serres) se rétracte. Par la suite, Il s'efforcera, à partir de 1596, de rapprocher catholicisme et protestantisme mais deviendra suspect auprès de ses coreligionnaires et sera accusé de s’être vendu à la cour pour 10 000 écus[réf. nécessaire].
Avant 1790, Saint-Paul-Trois-Châteaux était une communauté de l'élection de Montélimar, le siège d'un évêché, le chef-lieu d'une subdélégation et d'un bailliage, et le siège d'un gouvernement militaire :
L'évêché était de la province ecclésiastique d'Arles, après avoir fait quelque temps partie de celle de Vienne. Il aurait été fondé par saint Restitut (l'aveugle-né cité dans le neuvième chapitre de l'Évangile selon Jean) mais le premier évêque attesté est saint Paul (vers 372). Son évêque était aussi qualifié de comte, ainsi que de prince de Chabrières. Il était le seigneur temporel de Saint-Paul-Trois-Châteaux, de la Baume-de-Transit, de Saint-Restitut et de la moitié de Chamaret.
- Le chapitre de Saint-Paul-Trois-Châteaux se composait d'un prévôt, d'un archidiacre, d'un sacristain, d'un précenteur, d'un théologal et de sept chanoines. Il était seigneur temporel de Solérieux.
- L'église cathédrale de Saint-Paul-Trois-Châteaux, sous le vocable de Notre-Dame et saint Paul servait également pour la paroisse, la ville de Saint-Paul-Trois-Châteaux n'en formant qu'une.
- La ville possédait d'autres établissements religieux :
  - fondée avant le XVIe siècle : une commanderie de l'ordre de Saint-Jean de Jérusalem (dépendante de celle de Richerenches) (voir Saint-Jean).
  - fondé en 1664 : un couvent de dominicains[23].

La subdélégation comprenait vingt-trois communautés, actuellement réparties entre les cantons de Saint-Paul-Trois-Châteaux, de Dieulefit, de Grignan, de Nyons et de Pierrelatte (voir introduction du dictionnaire)

Le bailliage ne se composait, à l'origine, que d'un seul bailli. Après le traité de pariage de 1408, il y en eut deux, l'un nommé par le roi et l'autre par l'évêque. Ces baillis alternaient tous les deux ans pour la distribution de la justice. De ce fait, le bailliage était appelé, tour à tour, cour commune, cour royale et cour épiscopale. On pouvait appeler des sentences de ces baillis au présidial de Valence. Ils avaient dans leur ressort les communautés (ou paroisses) de la Baume-de-Transit, Saint-Paul-Trois-Châteaux et Saint-Restitut (voir introduction du dictionnaire).

Le gouvernement militaire se composait d'un gouverneur et d'un lieutenant de roi.
Le mandement de Saint-Paul-Trois-Châteaux comprenait avec la commune de son nom, celles de la Baume-de-Transit, de Chamaret et de Saint-Restitut.
Le diocèse de Saint-Paul-Trois-Châteaux comprenait 35 paroisses, dont 27 faisaient partie du département de la Drôme en 1891.

#### Saint-Jean
Ancienne commanderie de l'ordre du Temple (fondée au XIVe siècle) puis de l'ordre de Saint-Jean de Jérusalem. Elle est unie à celle de Valence au XVIIe siècle :
- 1304 : domus Sancti Vincentii (B. de Saint-Marthe, 115).
- 1408 : hospitalis Sancti Johannis (B. de Saint-Marthe, 349).
- 1891 : Saint-Jean, ancienne chapelle, commune de Saint-Paul-Trois-Châteaux.

### De la Révolution à nos jours
En 1790, la commune de Saint-Paul-Trois-Châteaux forme à elle seule un canton du district de Montélimar, dans lequel on fait entrer la commune de Solérieux en 1793. La réorganisation de l'an VIII (1799-1800) en fait une simple commune du canton de Pierrelatte.
En 1839, la commune devient le chef-lieu de ce canton.
En 1856, ce canton ayant été partagé en deux, celui de Saint-Paul-Trois-Châteaux est composé des communes de la Baume-de-Transit, Bouchet, Clansaves, Montségur, Rochegude. Saint-Paul-Trois-Châteaux, Saint-Restitut, Solérieux et Tulette.
Le début des années 1950 voit la construction du canal de Donzère-Mondragon, du site nucléaire du Tricastin, de l'autoroute A7 et d'Eurodif[source insuffisante].
☁
Cathédrale Notre-Dame
Le Centre Historique de Saint-Paul-Trois-Châteaux regorge de surprises et de chefs-d’œuvre architecturaux en tout genre, dont la cathédrale Notre-Dame, de style roman provençal. Classée Monument Historique, elle a été édifiée entre le XIIe et le XIIIe siècle.

## Politique et administration

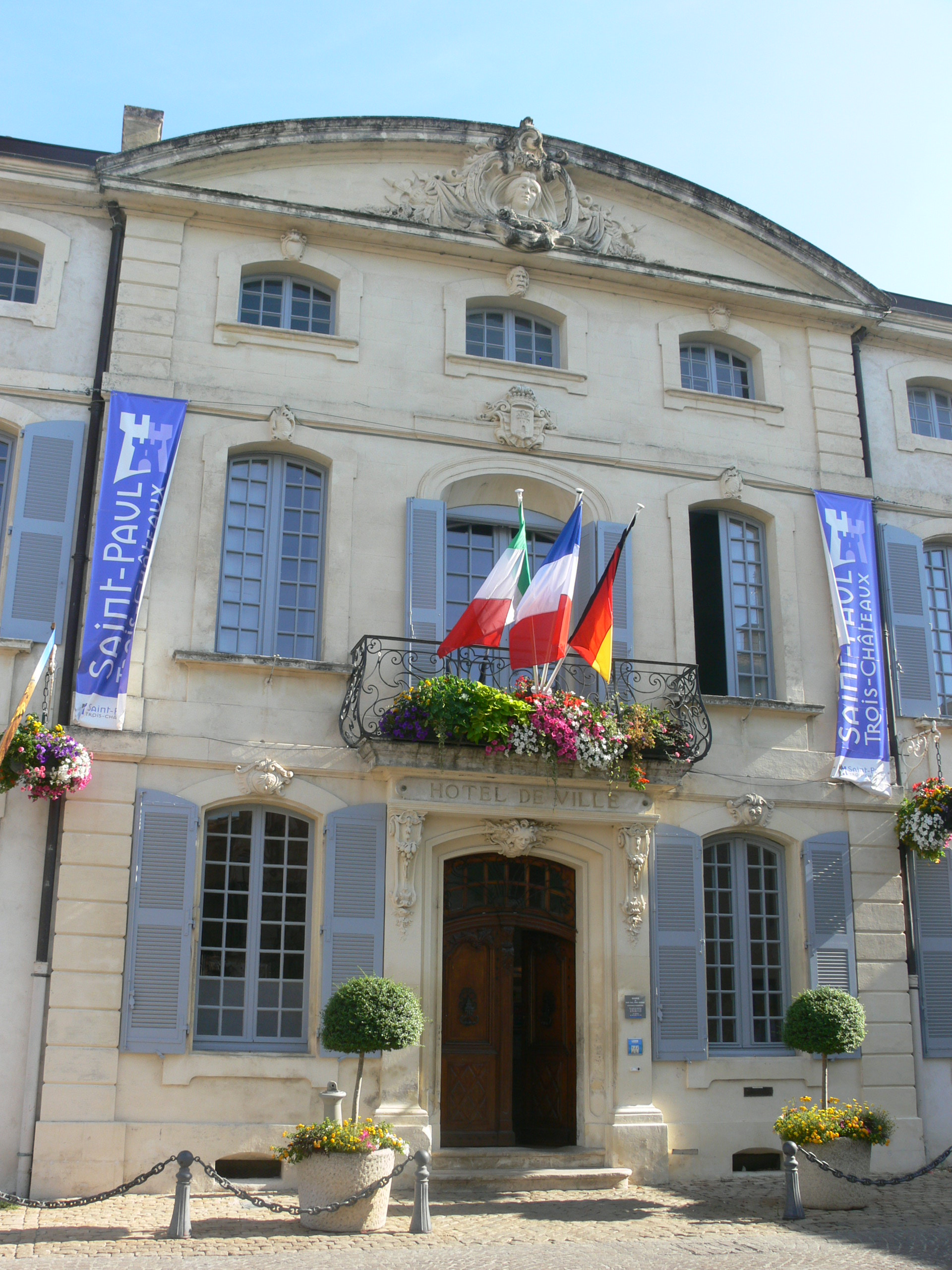
L'Hôtel de ville.

### Administration municipale
Depuis le 14 décembre 2010, les enfants et adolescents de la commune sont représentés par un conseil des jeunes, composés de 17 membres. Un conseil des sages, composé de membres de plus de 65 ans, est siège également dans la commune.

### Liste des maires
| Période                                                                      | Période          | Identité                                    | Étiquette    | Qualité                                                                                              |
| ---------------------------------------------------------------------------- | ---------------- | ------------------------------------------- | ------------ | --- |
| Les données manquantes sont à compléter. : de la Révolution au Second Empire |                  |                                             |              | |
| 1790                                                                         | ?                | Joseph-François de Payan                    |              | |
| ?                                                                            | 1854             | ?                                           |              | |
| 1854                                                                         | 1871             | Henri de Chansiergues du Bord               |              | baron, industriel conseiller général du canton de Saint-Paul-Trois-Châteaux (1845-1861 et 1864-1870) |
| Les données manquantes sont à compléter. : depuis la fin du Second Empire    |                  |                                             |              | |
| 1871                                                                         | 1879             | Henri de Chansiergues du Bord               |              | |
| 1879 (élection ?)                                                            | 1884             | ?                                           |              | |
| 1884                                                                         | 1888             | ?                                           |              | |
| 1888                                                                         | 1890             | ?                                           |              | |
| 1890 (élection ?)                                                            | 1891             | Jean Pradelle                               |              | médecin                                                                                              |
| 1891 (élection ?)                                                            | 1892             | Auguste Gay                                 |              | |
| 1892                                                                         | 1896             | Octave Valette                              |              | conseiller d'arrondissement du canton de Saint-Paul-Trois-Châteaux (1892-1901)                       |
| 1896                                                                         | 1899             | mr Mathieu                                  |              | médecin                                                                                              |
| 1899 (élection ?)                                                            | 1900             | Louis Lassagne                              |              | |
| 1900                                                                         | 1902 (30 mars)   | Ludovic de Bimard                           |              | |
| 1902                                                                         | 1921 (30 juill.) | Eugène Rouillot                             |              | |
| 1921 (30 juill.) (élection ?)                                                | 1929             | Auguste Roux                                |              | |
| 1929                                                                         | 1935             | Louis Girard                                |              | |
| 1935                                                                         | 1945             | Paul Faure                                  |              | |
| 1945 (20 mars)                                                               | 1945 (20 mai)    | Louis Girard                                |              | |
| 1945 (20 mai) (élection ?)                                                   | 1947             | Louis Pommier                               |              | |
| 1947                                                                         | 1956             | Charles Chaussy                             |              | |
| 1956 (élection ?)                                                            | 1959             | Georges Fontaine                            | SFIO         | ancien conseiller général du canton de Saint-Paul-Trois-Châteaux (1934-1940)                         |
| 1959                                                                         | 1989             | Marcel Gony                                 | UDF          | huissier de justice                                                                                  |
| 1989                                                                         | 2001             | Michel Escalon                              | PS           | avocat                                                                                               |
| 2001                                                                         | 2008             | Claude Gerfaud                              | UMP          | |
| 2008                                                                         | en cours         | Jean-Michel Catelinois[source insuffisante] | PS puis LREM | retraité                                                                                             |

### Politique environnementale
Depuis 2009, la commune a mis en place la collecte individuelle des ordures ménagères et leur tri sélectif. Ce ramassage s'effectue de façon différenciée sur les trois zones : centre ancien, zone à l’extérieur des remparts et zone périurbaine. Le Grenelle II de l’environnement a fait instaurer une tarification obligatoire pour réduire le volume des déchets. Comme les habitants de la commune étaient exemptés de taxe de collecte, la municipalité a mis en place la collecte sélective pour se préparer à la nouvelle réglementation.
La commune dispose d'une déchetterie.

#### Espaces verts et fleurissement
En 2014, la commune de Saint-Paul-Trois-Châteaux bénéficie du label « ville fleurie » avec « 236 445 fleurs » attribuées par le Conseil national des villes et villages fleuris de France au concours des villes et villages fleuris. depuis 2008.

### Jumelages
| Saint-Paul-Trois-Châteaux Trecate Eltmann |

- Trecate (Italie) depuis 2003
- Eltmann (Allemagne) depuis 1975

## Population et société

### Démographie
L'évolution du nombre d'habitants est connue à travers les recensements de la population effectués dans la commune depuis 1793. Pour les communes de moins de 10 000 habitants, une enquête de recensement portant sur toute la population est réalisée tous les cinq ans, les populations de référence des années intermédiaires étant quant à elles estimées par interpolation ou extrapolation. Pour la commune, le premier recensement exhaustif entrant dans le cadre du nouveau dispositif a été réalisé en 2004.

En 2022, la commune comptait 8 776 habitants, en évolution de −2,77 % par rapport à 2016 (Drôme : +2,64 %, France hors Mayotte : +2,11 %).
| 1793  | 1800  | 1806  | 1821  | 1831  | 1836  | 1841  | 1846  | 1851  |
| ----- | ----- | ----- | ----- | ----- | ----- | ----- | ----- | ----- |
| 2 040 | 1 505 | 1 962 | 1 633 | 1 982 | 2 071 | 2 183 | 2 085 | 2 192 |

| 1856  | 1861  | 1866  | 1872  | 1876  | 1881  | 1886  | 1891  | 1896  |
| ----- | ----- | ----- | ----- | ----- | ----- | ----- | ----- | ----- |
| 2 227 | 2 516 | 2 558 | 2 315 | 2 290 | 2 250 | 2 500 | 2 427 | 2 557 |

| 1901  | 1906  | 1911  | 1921  | 1926  | 1931  | 1936  | 1946  | 1954  |
| ----- | ----- | ----- | ----- | ----- | ----- | ----- | ----- | ----- |
| 2 185 | 1 879 | 1 973 | 1 528 | 1 558 | 1 480 | 1 485 | 1 270 | 1 679 |

| 1962  | 1968  | 1975  | 1982  | 1990  | 1999  | 2004  | 2006  | 2009  |
| ----- | ----- | ----- | ----- | ----- | ----- | ----- | ----- | ----- |
| 2 213 | 4 350 | 4 349 | 6 412 | 6 789 | 7 277 | 7 892 | 8 214 | 8 590 |

| 2014  | 2019  | 2022  | - | - | - | - | - | - |
| ----- | ----- | ----- | - | - | - | - | - | - |
| 8 944 | 8 736 | 8 776 | - | - | - | - | - | - |

### Enseignement
Saint-Paul-Trois-Châteaux dépend de l'académie de Grenoble.
La commune possède :
- trois écoles maternelles :
  - l'école Germaine-Gony, composée de cinq classes pour 106 enfants[50],
  - l'école Resseguin, composée de cinq classes pour 123 enfants[51],
  - l'école Serre Blanc, quatre classes pour 95 enfants[52] ;
- trois écoles élémentaires :
  - l'école le Pialon, huit classes pour 210 enfants[53],
  - l'école primaire Resseguin, huit classes pour 192 enfants[54],
  - l'école Plein Soleil, neuf classes pour 204 enfants[55] ;
- une école élémentaire privée : l'école privée Notre-Dame, six classes pour 141 enfants[56].

Les 708 collégiens de la commune poursuivent leurs études à Saint-Paul-Trois-Châteaux, au collège Jean-Perrin.
Le lycée agricole privé du Tricastin-Baronnies accueille les étudiants de l'Ardèche et de la Drôme provençale souhaitant s'orienter vers ce secteur d'activité.
Les autres lycéens doivent se rendre dans la commune voisine de Pierrelatte, au lycée polyvalent Gustave-Jaume.

### Santé
Les professionnels de la santé sont tous représentés. Les hôpitaux les plus proches se situent à Montélimar, Valréas et Bollène[réf. nécessaire].

### Manifestations culturelles et festivités
Plusieurs manifestations sont organisées dans la commune au cours de l'année :
- janvier : La fête du livre de jeunesse.
- février (deuxième dimanche) : L'évènement omelette aux truffes (créée en 1986).
- mars : La nuit de l'eau.
- mai : La nuit des Musées.
- juin : La fête de la musique et Fête des sources.
- été : Saint-Paul Soul Jazz.
- été : Les Musicales en Tricastin.
- été : Parfum de jazz.
- été : Le Cinéma sous les étoiles.
- septembre : Les journées du patrimoine.
- septembre : La fête le dimanche le plus près du 14[27].
- octobre : Le festival du film.
- octobre : La fête patronale Saint-Luc le 18[27].
- hiver (tous les dimanches) : Le marché aux truffes.

Pendant plus de trente ans, a eu lieu la biennale de la guitare (en avril, les années impaires)[réf. nécessaire].

### Loisirs
- Randonnées[27].

### Sports
La commune compte de nombreuses activités sportives : une piscine, une salle de remise en forme, un bowling, des terrains de tir à l'arc, tennis, squash, et badminton, trois gymnases, deux boulodromes, trois stades de football, un terrain multisports ainsi qu'un stade de rugby, dont l'équipe des cadets de 2012 est devenue championne Auvergne-Rhône-Alpes 2012. La commune possède aussi, depuis 2003, un club de roller in line hockey nommé les Alligators.
- Complexe sportif[27].

#### Événements sportifs
En 2011, la ville accueille le départ de la 16e étape du Tour de France 2011 entre Saint-Paul-Trois-Châteaux et Gap.
En 2012, la ville accueille le départ de la 13e étape du Tour de France 2012 entre Saint-Paul-Trois-Châteaux et Le Cap d'Agde.
En 2016, la ville accueille le départ de la 5e étape du Paris-Nice 2016 entre Saint-Paul-Trois-Châteaux et Salon-de-Provence.
En 2018, la ville accueille le départ de la 14e étape du Tour de France 2018 entre Saint-Paul-Trois-Châteaux et Mende.
En 2021, la ville accueille le départ de la 12e étape du Tour de France 2021 entre Saint-Paul-Trois-Châteaux et Nîmes.
En 2024, la ville accueille le départ de la 17e étape du Tour de France 2024, entre Saint-Paul-Trois-Châteaux et SuperDévoluy,.

### Médias
- L'Agriculture Drômoise, journal d'informations agricoles et rurales couvrant l'ensemble du département de la Drôme.
- Le Dauphiné libéré, quotidien régional.
- France bleu, radio.

### Cultes
- La paroisse catholique de Saint-Paul-Trois-Châteaux dépend du diocèse de Valence, doyenné de Pierrelatte[67].
- L'Église luthérienne et réformée de France[68].
- L'Église Protestante Unie de France[69] dispose d'un temple avenue Henri Becquerel[réf. nécessaire].

## Économie

### Agriculture

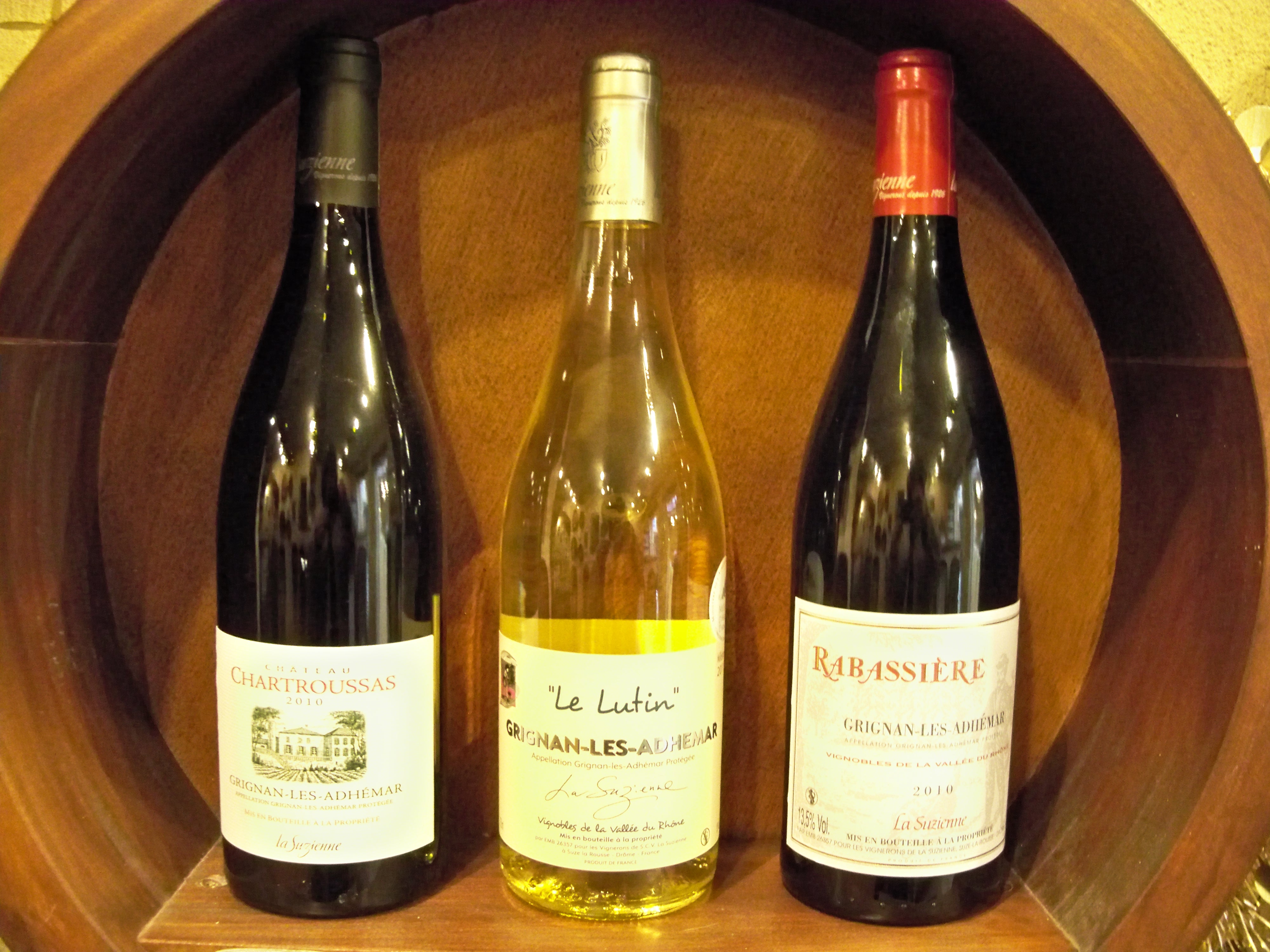
Les trois couleurs de l'AOC grignan-les-adhémar.

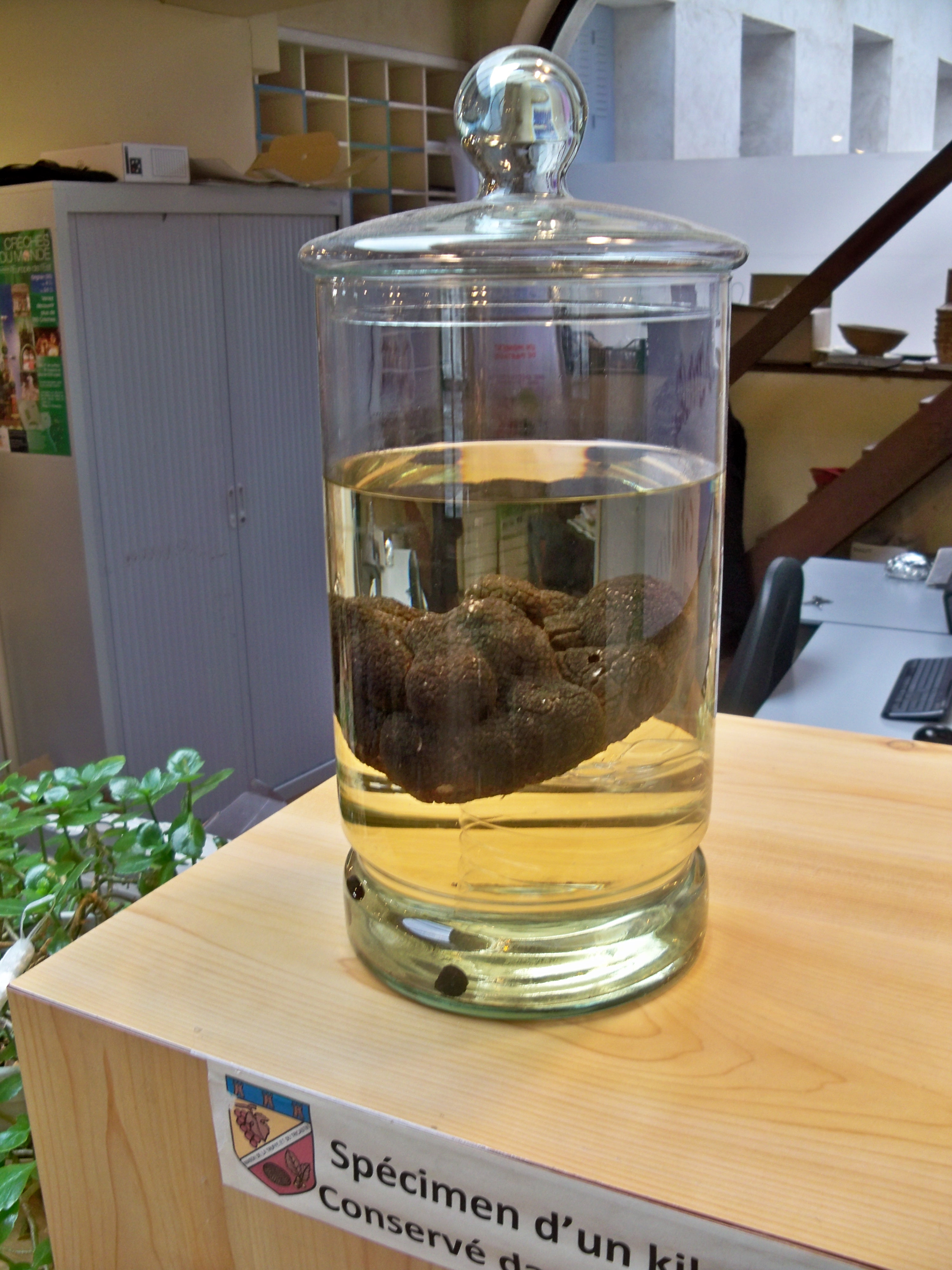
Truffe du Tricastin d'un kilo.

En 1992 : lavande, vignes, oliviers, centre truffier renommé.
- Marché : le mardi[27].

La commune est dans la zone de production des vins AOC Grignan-les-adhémar, anciennement Coteaux du Tricastin.
Autres produits locaux :
- Nougat (Montélimar).
- Olive et huile d'olive.
- Picodon de la Drôme (fromage).
- Tilleul des Baronnies.
- Truffe noire du Tricastin (Tuber Melanosporum). Chaque année, une fête de la truffe est organisée[réf. nécessaire].

### Commerce
En plus du commerce de proximité de centre-ville, les travaux d’aménagement du futur parc d'activités Drôme Sud Provence (45 parcelles) se sont terminés en juillet 2019 sur l'îlot Les Vignes (partie est du parc).

L'îlot Les Lavandins (partie ouest) a été aménagé fin octobre début novembre 2019.

À ce jour, 64 % des terrains sont vendus ou réservés. Il reste 36 % de terrains disponibles[réf. nécessaire].

### Industrie
Une zone industrielle de 50 hectares est située à l'ouest de la commune, le long de l'autoroute A7. Elle comporte de nombreuses sociétés, dont Gerflor.
La centrale nucléaire du Tricastin est l'un des grands employeurs de la commune.
La société Alma, fabricante de matériel viticole et machine à vendanger, est implantée à Saint-Paul-Trois-Châteaux.

### Tourisme
Partie intégrante de l'office de tourisme intercommunal Drôme Sud Provence, Saint-Paul-Trois-Châteaux est le lieu idéal pour découvrir à la fois le Tricastin, la Drôme provençale et le nord Vaucluse. La cité, elle-même, riche d'histoire, possède un patrimoine culturel important avec sa cathédrale, ses hôtels particuliers et ses collections archéologiques comme la grande mosaïque de Saint-Paul. De plus, sur place et aux alentours, la gastronomie est à l'honneur avec la truffe noire du Tricastin et les vins AOC grignan-les-adhémar. Côté hôtels, deux sont situés au centre-ville: un 3 étoiles, l'hôtel le Victoria Boutique Hotel, et un hôtel de luxe 4 étoiles avec restaurant gastronomique La Villa Augusta. Un hôtel de la chaine IBIS a également vu le jour, fin 2023, dans le parc d'activités Drôme Sud Provence. 

### Revenus de la population et fiscalité
En 2010, le revenu fiscal médian par ménage était de 30 493 €, ce qui plaçait Saint-Paul-Trois-Chateaux au 13 149e rang parmi les 31 525 communes de plus de 39 ménages en métropole.
En 2013, 62,2 % des ménages de la commune sont imposables.

### Emploi
Le nombre total d'emplois, salariés ou non, dans la commune en 2009 est de 4 523. Le taux de chômage est de 12,6 %. Sur les 644 entreprises installées à Saint-Paul-Trois-Châteaux, 6,4 % sont des établissements agricoles, près de 8 % des industries, et 10 % des sociétés du secteur de la construction.
Selon l'Insee, 35 % de l’emploi de Saint-Paul-Trois-Châteaux est lié, directement ou indirectement, au nucléaire.

## Culture locale et patrimoine

### Lieux et monuments
- Église Saint-Jean (première cathédrale), reconstruite au XIIe siècle par les Templiers[27].
- Ancienne cathédrale (XIIe siècle : abside centrale voûtée en cul-de-four, nef voûtée en plein cintre, archivolte décorée, sculptures, fresques et mosaïques (XIIIe siècle), vantaux, buffet d'orgue, ancien maître-autel (XVIIe siècle)[27].

La Cathédrale Notre-Dame de Saint-Paul-Trois-Châteaux fut commencée au milieu du XIIe siècle à partir du chœur et achevée vers 1220. Elle est restée cathédrale jusqu'à la Révolution : nef voûtée en berceau sur doubleaux (24 mètres de haut) ; travée précédant le transept et présentant, à l'étage, un faux triforium ; niches encadrées de pilastres et de colonnettes, surmontant une frise très fine ; buffet d'orgues de 1704, réalisé par le facteur Charles Boisselin d'Avignon ; curieux bas-relief du pilier de la chaire[réf. nécessaire].
L'abside principale, voûtée en cul-de-four, est ornée d’une bonne copie de la Cène de Léonard de Vinci. On trouve un exemple similaire à Saint-Restitut, tout proche, mais de taille plus modeste. Le décor est fait de cinq arcades classiques du roman provençal avec colonnettes cannelées ou torsadées surmontées de chapiteaux[réf. nécessaire].
Le Porche sud, gothique a été rajouté au XVe siècle.
La cathédrale est classée Monument historique depuis 1841.
- Ancienne commanderie d'hospitaliers puis maison forte avec vestiges du donjon du XIIIe siècle et logis des XVIIe et XVIIIe siècles[réf. nécessaire].
- Chapelle des pénitents (XIIIe et XIVe siècles)[27].
- Restes des remparts (dont la porte Notre-Dame du XIVe siècle (IMH)[27].
- Vestiges de la synagogue du XIVe siècle[27].
- Nombreux hôtels particuliers (style Renaissance) et maisons anciennes[27].
- Ancien hôtel de Castellane XVIIe siècle : façade et salle de justice (IMH)[27].
- Chapelle Sainte-Juste (XVIIe et XVIIIe siècles) construite sur les substructions d'une chapelle romane[27].
- Château reconstruit au XVIIIe siècle sur les bases médiévales du château de l'évêque[réf. nécessaire].
- Couvent et chapelle des Maristes (XVIIIe siècle)[27].
- Fontaines[27].
- Temple réformé[27], place de la Libération.
- Oratoire à Saint-Vincent[27].

Au lieu-dit Chanier : vestige d'un donjon du XIIIe siècle près d'un corps de logis des XVIIe et XVIIIe siècles.
Château de Bellevue (XVIIe siècle).

### Patrimoine culturel
- Maison de la truffe et du Tricastin[78].
- Musée municipal[27].
- Société d'archéologie[27].

### Patrimoine naturel
Au cœur de la colline située au sud de la ville, des sentiers de randonnée balisés traversent les carrières de pierre blanche. Ces carrières du midi ont été fermées au début du XXe siècle et la pierre qui en était extraite a servi à bâtir des immeubles à Grenoble, Lyon ou encore Valence. Les installations et les carrières peuvent être visitées au sein d'un domaine naturel préservé[réf. nécessaire].

### Personnalités liées à la commune
- Saint Torquat (IVe siècle) : évêque de Saint-Paul-Trois-Châteaux.
- Jean-Raymond de Petity (vers 1715-1780) : abbé, prédicateur de la reine Marie Leszczynska sous Louis XV, né à Saint-Paul-Trois-Châteaux.
- Joseph-François de Payan (1759-1852) : révolutionnaire né à Saint-Paul-Trois-Châteaux, maire de la ville en 1790.
- Claude-François de Payan (1766-1794) : révolutionnaire né à Saint-Paul-Trois-Châteaux.
- Marie Dominique Auguste Sibour (1792-1857) : archevêque de Paris né à Saint-Paul-Trois-Châteaux.
- Félix Rozier (1872-1964) : sénateur de la Drôme et maire de Crest.
- Pierre Pommier (né en 1922 dans la commune) : homme politique, député de Vaucluse.
- Victorien Delamare : jeune comédien dans La gloire de mon père. Il est aujourd'hui plombier à Saint-Paul-Trois-Châteaux.

### Héraldique, logotype et devise
| Saint-Paul-Trois-Châteaux | Les armes peuvent se blasonner ainsi : D'azur au château donjonné de trois tours d'argent, celle du milieu plus haute, maçonné de sable, accompagnée de la devise : Tricastinensis civitas « Cité des Tricastins ». |